# Bambusa angustiaurita
Bambusa angustiaurita är en gräsart som beskrevs av Wan Tao Lin. Bambusa angustiaurita ingår i släktet Bambusa och familjen gräs. Inga underarter finns listade i Catalogue of Life.